# 別所琴平神社
別所琴平神社（べっしょことひらじんじゃ）は、熊本県熊本市中央区に鎮座する神社である。通称は別所のこんぴらさん。旧社格は村社。

## 歴史
鎌倉時代に建立された 瑞応山善光寺の鎮守 金比羅大権現として、正徳年間（1711年 - 1716年）に、讃岐国金刀比羅宮より分霊を勧請、創建される。熊本藩主・細川家により社殿が造営され、境内も拡張された。
古くから「一に清正公、二に高橋稲荷、三が別所のこんぴらさん」といわれる。

## 祭神

### 主祭神
- 大物主大神（大国主神の幸魂・奇魂）

### 配祀神
- 少彦名神
- 大山津見神
- 金山彦神
- 崇徳天皇
- 大己貴大神

## 境内
- 天満宮 - 祭神：菅原道真公
- 猿田彦大神之石碑 - 火の神として、猿田彦大神を奉斎

## 例祭日
- 千燈明祭 - 8月31日
- 大祭 - 10月10日

## 和歌
幕末の思想家林桜園及び門弟が、尊崇した神社のうちの一社であり、林桜園は和歌を詠んでいる。
別所宮にて（林桜園）
- かしこきや神の社のいふたすきかけてそ祈る弘きちかひを
- 雪のころ朝の風に花ふりて春雨白き神のには哉